# محوطه سه شمس‌آباد
محوطه سه شمس‌آباد مربوط به هزاره ۲و ۳ قبل از میلاد است و در شهرستان ایرانشهر، بخش بمپور، دهستان بمپور غربی، ۱ کیلومتری شمال روستای شمس‌آباد واقع شده و این اثر در تاریخ ۱۲ دی ۱۳۸۶ با شمارهٔ ثبت ۲۰۳۵۴ به‌عنوان یکی از آثار ملی ایران به ثبت رسیده است.